# فدرال گرید کمپانی
فدرال گرید کمپانی (به انگلیسی: Federal Grid Company) یا شرکت فدرال گرید شرکت برق روسی است، که دفتر مرکزی آن در شهر مسکو قرار دارد. شرکت فدرال گرید در سال ۲۰۰۲ توسط شرکت رائو یوئی‌اس تأسیس شد. این شرکت امروزه بزرگترین اپراتور انتقال برق در روسیه می‌باشد.